# Håkan Degerstedt
Håkan Sune Degerstedt, född 8 juli 1946 i Filipstad, är en svensk konstnär.
Degerstedt är till stor del autodidakt som konstnär men har fått viss vägledning av John Östman, Svea Jansson och Hans Kajtorp. Han har ställt ut på Konstmässan Stockholm, Art Fair Sollentuna, Regeringsgalleriet S:t Petersburg, Gallery Art 54 New York, Biennal International El Antimoumiento Buenos Aires, Museo National de Bellas Artes de Kiev Ukraina, Atelier Z och Gallerie Nesle Paris samt på Regeringens Kulturcenter i Moskva och Paris.
Hans konst består av miljöbilder från Filipstadstrakten och färglekar med inslag av erotisk karaktär i olja och tusch. 
Degerstedt är representerad i Södermanlands och Östergötlands läns landsting, Filipstads och Karlstads kommun, Svensk Film, SVT samt ett flertal större företag i Stockholm. För inspelningen av kriminalserien Hassel producerade han cirka 100 bilder som användes som revisita. Som illustratör har han illustrerat böcker åt Rolf Sandberg och Nils Thörn.